# Bélmegyer
Bélmegyer è un comune dell'Ungheria di 1 155 abitanti (dati 2001) . È situato nella contea di Békés.